# Hans Quest
Hans Quest (20 de agosto de 1915 - 29 de marzo de 1997) fue un actor y director alemán.

## Biografía
Nacido en Herford, Alemania, en el seno de una familia de músicos, estudió en la escuela Friedrichs-Gymnasium de su ciudad natal, abandonando prematuramente su formación en dicho centro. Completó estudios como actor entre 1933 y 1935 en Berlín, en la escuela del Staatstheater. Recibió su primer compromiso en 1935 en el Wuppertaler Bühnen, donde actuó hasta 1937. Desde 1937 actuó en el actual Schauspielhaus de Berlín, permaneciendo allí hasta 1939, cuando fue reclutado para el servicio militar.
Tras la Segunda Guerra Mundial, a partir de 1946 trabajó en el Stadttheater de Hildesheim, donde debutó como director, así como en el Staatstheater de Hannover y en el Deutsches Schauspielhaus de Hamburgo. Entre 1947 y 1950 se encontraba en el Hamburger Kammerspiele. Aquí fue conocido por su papel de Beckmann en la obra de Wolfgang Borchert Draußen vor der Tür.
Quest trabajó para el Teatro de Cámara de Múnich entre 1950 y 1955, en 1971/72 y en 1982/83, y a partir de 1972 fue miembro de la compañía del Bayerisches Staatsschauspiel.
Además de su trabajo teatral, desde 1938 Quest fue también actor cinematográfico, actuando más adelante para la televisión. Trabajó principalmente para la productora Deutsche Film AG, con películas como la de 1949 Die blauen Schwerter, en la cual encarnaba a Johann Friedrich Böttger. Posteriormente fue también director, trabajando principalmente para la República Federal de Alemania. Entre sus mayores éxitos figuran las producciones televisivas Es ist soweit, Das Halstuch, Tim Frazer y Tim Frazer: Der Fall Salinger, todas ellas basadas en historias de Francis Durbridge. Después volvió a los escenarios como director y también como intérprete, actuando en el Jungen Bühne de Hamburgo, en el Kleine Komödie am Max II de Múnich y en giras.
Como actor de voz, dobló a actores como Richard Attenborough, Tom Courtenay y John Garfield, y pudo ser escuchado en la emisión radiofónica del clásico infantil Momo, de Michael Ende.
Hans Quest falleció en Múnich en 1997, a causa de un cáncer, y fue enterrado en el Cementerio Nordfriedhof de Múnich. Se había casado dos veces, siendo su primera esposa la actriz Charlotte Witthauer, con la que tuvo dos hijos, el actor Christoph Quest (1940–2020) y el empresario Thomas Quest (nacido en 1945), el cual es padre de los actores Nora Quest (1990) y Philipp Quest (1987). La segunda esposa de Quest fue la también actriz Ingrid Capelle, con la cual actuó en dos episodios de la serie televisiva Forsthaus Falkenau.
S arimonio escrito se conserva en el archivo de la Academia de las Artes de Berlín.

## Filmografía (selección)

### Actor
- 1939 : Das unsterbliche Herz
- 1940 : Friedrich Schiller – Triumph eines Genies
- 1940 : Der dunkle Punkt
- 1941 : Mein Leben für Irland
- 1941 : … reitet für Deutschland
- 1942 : Sophienlund
- 1949 : Verspieltes Leben
- 1949 : Die blauen Schwerter
- 1952 : Herz der Welt
- 1954 : Sauerbruch – Das war mein Leben
- 1954 : … und ewig bleibt die Liebe
- 1954 : Heideschulmeister Uwe Karsten
- 1954 : Ludwig II. – Glanz und Elend eines Königs
- 1954 : Magic Fire
- 1955 : Geliebte Feindin
- 1955 : Die heilige Lüge
- 1955 : Die Frau des Botschafters
- 1955 : Urlaub auf Ehrenwort
- 1956 : Fuhrmann Henschel
- 1957 : Die Letzten werden die Ersten sein
- 1959 : Ja, so ein Mädchen mit 16
- 1960 : Die zornigen jungen Männer
- 1963 : Tim Frazer (serie TV, episodio 6)
- 1965 : Tante Frieda – Neue Lausbubengeschichten
- 1965 : Die Schlüssel (miniserie TV)
- 1966 : Onkel Filser – Allerneueste Lausbubengeschichten
- 1966 : Hafenpolizei (serie TV), episodio Aufgelaufen
- 1967 : Wenn Ludwig ins Manöver zieht
- 1969 : Sag’s dem Weihnachtsmann (telefilm)
- 1969–1972 : Der Kommissar (serie TV, 3 episodios)
- 1970 : Birdie
- 1972 : Hauptsache Ferien
- 1972 : Tatort (serie TV), episodio Kressin und die Frau des Malers
- 1975 : Derrick (serie TV), episodio Mitternachtsbus
- 1976 : Graf Yoster gibt sich die Ehre (serie TV, 2 episodios)
- 1977 : El huevo de la serpiente
- 1977 : Abelard – Die Entmannung
- 1977 : Derrick (serie TV), episodio Inkasso
- 1978 : Derrick (serie TV), episodio Abitur
- 1979 : Der Alte (serie TV), episodio Ein Parasit
- 1982 : Derrick (serie TV), episodio Nachts in einem fremden Haus
- 1983 : Derrick (serie TV), episodios Der Täter schickte Blumen y Lohmanns innerer Frieden
- 1985 : Marie Ward – Zwischen Galgen und Glorie
- 1985 : Polizeiinspektion 1 (serie TV), episodio Bilderwut
- 1986 : Polizeiinspektion 1 (serie TV), episodio Kurz vor den besten Jahren
- 1986 : Caspar David Friedrich – Grenzen der Zeit
- 1989 : Derrick (serie TV), episodio Ein kleiner Gauner
- 1990 : Ein Heim für Tiere (serie TV, un episodio)
- 1991 : Forsthaus Falkenau (serie TV, 2 episodios)
- 1994 : Blankenese (serie TV, 11 episodios)

### Director
- 1955 : Charleys Tante
- 1955 : Wenn der Vater mit dem Sohne
- 1955 : Der fröhliche Wanderer
- 1956 : Ein Mann muß nicht immer schön sein
- 1956 : Manöverzwilling
- 1957 : Die große Chance
- 1957 : Kindermädchen für Papa gesucht
- 1957 : Die Lindenwirtin vom Donaustrand
- 1957 : Das Mädchen ohne Pyjama
- 1958 : Nick Knattertons Abenteuer
- 1958 : Mein Schatz ist aus Tirol
- 1958 : Man müßte nochmal zwanzig sein
- 1959 : Bei der blonden Kathrein
- 1959 : Zwölf Mädchen und ein Mann
- 1960 : Es ist soweit (miniserie TV)
- 1961 : Bei Pichler stimmt die Kasse nicht
- 1962 : Das Halstuch (miniserie TV)
- 1963-1964 : Tim Frazer (serie TV)
- 1965 : Boing-Boing (telefilm)
- 1968 : Der Mann, der keinen Mord beging (serie TV)
- 1968 : Detektiv Quarles (miniserie TV)
- 1969 : Zehn kleine Negerlein (telefilm)
- 1970 : Mord im Pfarrhaus (telefilm)
- 1973 : Die Kriminalerzählung (serie TV), episodio Ein Zylinder aus Onyx

## Radio
- 1949 : Hans Egon Gerlach: Goethe erzählt sein Leben (2ª parte: Jugendzeit in Frankfurt), dirección de Ludwig Cremer (Nordwestdeutscher Rundfunk)
- 1949 : Hans Egon Gerlach: Goethe erzählt sein Leben (9ª parte: Werther), dirección de Mathias Wieman (NWDR Hamburg)
- 1970 : Agatha Christie: Muerte en la vicaría, dirección de Otto Kurth
- 1976 : Jean Chatenet: Die Wölfin, dirección de Raoul Wolfgang Schnell (SDR)
- 1978 : Hans Rothe: Besondere Kennzeichen: Kurzsichtig, dirección de Ulrich Lauterbach

## Premios
- 1966 : Großer Hersfeld-Preis
- 1982 : Nombrado actor estatal (Staatsschauspieler) de Baviera